# Elaphropus fatuus
Elaphropus fatuus är en skalbaggsart som beskrevs av Thomas Casey. Elaphropus fatuus ingår i släktet Elaphropus och familjen jordlöpare. Inga underarter finns listade i Catalogue of Life.